# Eugenio María de Hostos
Eugenio María de Hostos (11 de janeiro de 1839 — 11 de agosto de 1903), conhecido como "O grande cidadão das Américas", foi um educador porto-riquenho, filósofo, intelectual, advogado, sociólogo e defensor da independência de Porto Rico.

## Infância e família
Hostos (nome de nascimento Eugenio María de Hostos y de Bonilla) nasceu de uma família rica no bairro "Río Cañas" de Mayagüez, Porto Rico. Seus pais foram Dom Eugenio María de Hostos y Rodríguez (1807–1897) e Dona María Hilaria de Bonilla y Cintrón (falecida em 1862, Madrid, Espanha). O sobrenome da família Hostos (originalmente Ostos) veio da região espanhola chamada Castela, quando Dom Eugenio de Ostos y Del Valle, nascido em Écija, Sevilha, na Espanha, mudou-se para Camagüey, Cuba, e casou-se em 1736 com Dona María Josefa del Castillo y Aranda.
Seu filho Don Juan José de Ostos y del Castillo, que nasceu em Camagüey, Cuba, eventualmente viria atravessar a República Dominicana, onde se casou com Dona Maria Altagracia Rodriguez Velasco, se estabelecendo em Mayagüez, Porto Rico, onde seu filho Dom Eugenio Hostos Rodriguez nasceu.
Ainda jovem, sua família o mandou para estudar na capital da ilha de San Juan, onde recebeu sua educação primária no Liceo de San Juan. Em 1852, sua família então o mandou para Bilbao, Espanha, onde se formou no Instituto de Educação Secundária (ensino médio). Depois que se formou, matriculou-se e estudou na Universidade Complutense de Madrid. Estudou direito, filosofia e letras. Como estudava lá, se interessou na política. Em 1863, ele também escreveu o que é considerado sua maior obra, "La Peregrinación de Bayoán". Quando a Espanha adotou a sua nova constituição em 1869 e se recusou a conceder a Porto Rico sua independência, Hostos saiu e foi para os Estados Unidos.
Hostos chegou na cidade de Santo Domingo, na República Dominicana, onde se estabeleceu com sua esposa, Belinda Otilia de Ayala Quintana (1862–1917), natural de Cuba, com quem se casou em 1877 em Caracas, Venezuela. O casal teve cinco filhos: Carlos Eugenio (nascido em 1879, Santo Domingo, República Dominicana), Luisa Amelia (1881), Bayoán Lautaro (1885), Filipo Luis Duarte de Hostos (nascido em 1890, Chile) e María Angelina (nascida em 1892, Chile).

## Defensor da independência
Nos Estados Unidos, se juntou ao Comitê Revolucionário Cubano e se tornou editor de um jornal chamado La Revolución. Hostos acreditava na criação de uma Confederação Antilhana (Confederación Antillana) entre Porto Rico, República Dominicana e Cuba. Esta ideia foi abraçada pelos compatriotas Ricans Ramón Emeterio Betances e Segundo Ruiz Belvis. Uma das coisas que decepcionou Hostos foi que em Porto Rico e em Cuba havia muitas pessoas que queriam a sua independência da Espanha, mas não abraçar a ideia de se tornarem revolucionários, preferindo ser anexada pelos Estados Unidos.
Hostos queria promover a independência de Porto Rico e Cuba, e a ideia de uma Confederação Antilhana, e ele, portanto, viajou para muitos países. Entre os países que foi promovendo sua ideia foram: Estados Unidos, França, Colômbia, Peru, Chile, Argentina, Brasil, Venezuela, República Dominicana, Cuba e a colônia dinamarquesa e St. Thomas, que agora faz parte das Ilhas Virgens dos Estados Unidos.

## Contribuições pela América Latina
Enquanto no Peru, Hostos ajudou a desenvolver o sistema educacional do país e falou contra o tratamento severo dado aos chineses que viviam ali. Permaneceu no Chile entre 1870 e 1873. Durante sua estadia, lecionou na Universidade do Chile e fez um discurso intitulado "A Educação Científica das Mulheres". Propôs em seu discurso que os governos permitem mulheres em suas faculdades. Logo depois, o Chile permitiu mulheres entrar no seu sistema de ensino universitário. No dia 29 de setembro de 1873 foi para a Argentina, onde propôs um sistema ferroviário entre Argentina e Chile. Sua proposta foi aceita e a primeira locomotiva foi nomeada em sua homenagem.

## Educador
Em 1875, Hostos foi à República Dominicana onde fundou, em Santo Domingo, a primeira Escola Normal (Faculdade dos Professores) e introduziu avançados métodos de ensino, embora estes tinham sido abertamente a oposição da Igreja Católica local, como Hostos se opõe a qualquer tipo de ensino religioso no processo educacional.
No entanto, a sua resposta a esta crítica foi calma e construtiva, como muitos de seus escritos revelam. Em 1876, Hostos viajou para a Venezuela e se casou com Belinda Otilia de Ayala. Sua dama de honra foi a poeta porto-riquenha, abolicionista, ativista dos direitos das mulheres e defensora da independência de Porto Rico, Lola Rodríguez de Tió. Hostos voltou para a República Dominicana, em 1879, quando a primeira Escola Normal foi finalmente inaugurada. Foi nomeado diretor e ajudou a estabelecer uma segunda Escola Normal na cidade de Santiago de los Caballeros.
Hostos retornou aos Estados Unidos em 1898 e participou ativamente nos movimentos de independência porto-riquenho e cubano; suas esperanças para a independência de Porto Rico após a guerra hispano-americano se transformou em decepção, quando o governo dos Estados Unidos rejeitaram as suas propostas e em vez disso, converteu a ilha em uma colônia dos Estados Unidos.

## Anos depois

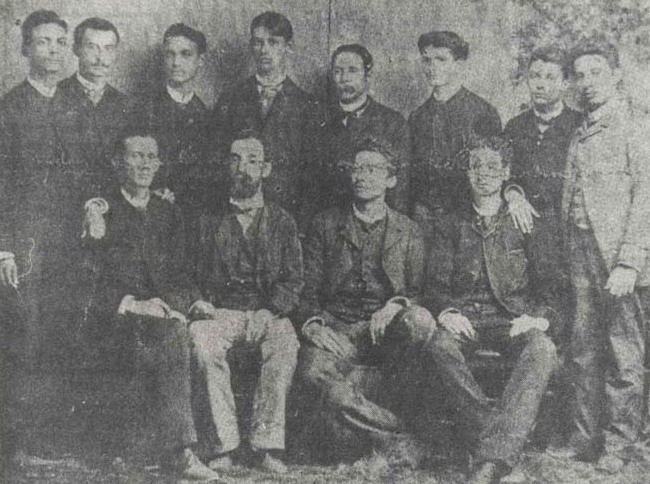
Hostos e seus alunos da Escola Normal em 1880.

Em 1900, Hostos retornou à República Dominicana, onde continuou a desempenhar um papel importante em reorganizar o educacional e sistemas de ferrovia. Escreveu vários ensaios sobre temas de ciências sociais, como psicologia, lógica, literatura, direitos e é considerado um dos primeiros sociólogos sistemáticos na América Latina. Também era conhecido por ser defensor dos direitos das mulheres.
Em 11 de agosto de 1903, Hostos faleceu em Santo Domingo, República Dominicana, ao 64 anos. Está enterrado no Panteão Nacional localizado no bairro colonial da cidade. Por seus desejos finais, seus restos mortais devem ficar permanentemente na República Dominicana até o dia em que Porto Rico seja completamente independente. Hostos escreveu seu próprio epitáfio:
"Quem me dera que eles vão dizer: na ilha (Porto Rico) um homem nasceu quem amou de verdade, justiça desejada e trabalhou pelo bem da humanidade".

## Honras e reconhecimentos

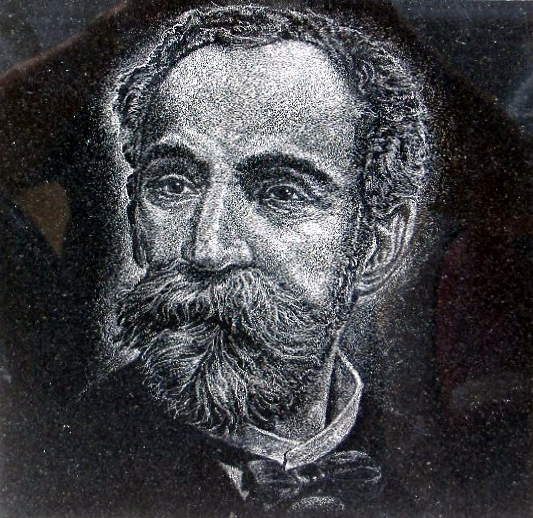
Retrato de Eugenio María de Hostos, feito pelo artista Osvaldo Torres em Cruzacalles.

Em 1938, a 8ª Conferência Internacional da América, celebrado em Lima, Peru, postumamente homenageou Hostos e declarou-o como "Cidadão das Américas e Mestre da Juventude". Porto Rico declarou seu aniversário um feriado oficial.
- A cidade de Hostos da República Dominicana, na província de Duarte, foi nomeado em sua homenagem.

Em Porto Rico existem dois monumentos dedicados a Hostos:
- Uma escultura criada por Tomás Batista está localizada em uma pequena praça ao lado da rodovia #2 na entrada norte de sua cidade natal, Mayagüez. (Há um movimento popular no local, alegando realocação desta estátua para um local mais centralizado.);

- Mais uma criada por José Buscaglia Guillermety. Recentemente, localizada dentro da Universidade de Porto Rico, Río Piedras Campus, em San Juan.

O município de Mayagüez inaugurou um centro cultural e museu perto de sua terra natal em Río Cañas Arriba. A cidade de Mayagüez também foi nomeado em sua homenagem:
- Um edifício da escola, inaugurado em 1954;
- A autoestrada (agora Avenida) em 1961;
- O Aeroporto Eugenio María de Hostos, anteriormente El Maní Airport, em 1986.

Em 1970, a Universidade da Cidade de Nova Iorque inaugura Colégio Universitário Hostos, localizado no sul do Bronx. A escola serve como um ponto de partida para muitos estudantes que desejam buscar carreiras em áreas como higienista dental, gerontologia e administração pública.
Em 1995, a Facultad de Derecho Eugenio Maria de Hostos foi estabelecida em Mayagüez, Porto Rico. A faculdade aspira a alcançar o desenvolvimento de um jurista, que também está sensível às necessidades de suas comunidades e abraça a filosofia educacional de Hostos. Existe uma escola intermediária, em Brooklyn, Nova Iorque, nomeada Hostos (I.S 318). Há uma escola chamada de Hostos em Union City, Nova Jérsia. Há uma escola primária em Yonkers, Nova Iorque que leva seu nome, Eugenio Maria de Hostos Microsociety School. Existe também uma escola bilíngue na Filadélfia, Pensilvânia, que leva o nome dele, Eugenio Maria de Hostos Bilingual Charter School.

## Obras escritas
Entre suas obras estão:
- "La Peregrinación de Bayoán" (1863);
- "Las doctrinas y los hombres" (1866);
- "El día de América";
- "Ayacucho" (1870);
- "El cholo" (1870);
- "La educación científica de la mujer" (1873);
- "Lecciones de derecho constitucional. Santo Domingo: Cuna de América" (1887);
- "Geografía evolutiva" (1895).